# Shingo Harada
Shingo Harada (jap. 原田真吾 Harada Shingo; ur. 12 listopada 2000) – japoński zapaśnik walczący w stylu klasycznym. Zajął piąte miejsce na mistrzostwach świata w 2023 roku.
Złoty medalista mistrzostw Azji w 2024 roku.